# 韋斯特布魯克 (康乃狄克州)
韋斯特布魯克（英語：Westbrook）是一個位於美國康乃狄克州米德爾塞克斯縣的城鎮。

## 地理
韋斯特布魯克的座標為41°18′00″N 72°28′00″W / 41.30000°N 72.46667°W，而該地的平均海拔高度為13米（即43英尺）。

## 人口
根據2010年美國人口普查的數據，韋斯特布魯克的面積為55.40平方千米，當中陸地面積為40.70平方千米，而水域面積為14.70平方千米。當地共有人口6938人，而人口密度為每平方千米125.23人。